# Буюк-Янишар
Буюк-Янишар (крим. Büyük Yanışar, Буюк-Єнишар, зросіщене Біюк-Янишар, Біюк-Єнишар) — мальовничий гірський хребет південно-східного Криму, що простягся від селища Кайгадор у бік селища Коктебель, головна вершина Джан-Куторан, висота 238,2 м.

## Назва
Кримськотатарською «великий яничар», великий у порівнянні із сусіднім хребтом Кучюк-Янишар (крим. Küçük Yanışar, «малий яничар»). У 1475 році біля підніжжя хребта в Тихій бухті висадився османський десант. Яничари, султанська гвардія, також брали участь у висадці, що у дало назву хребту.

## Опис
Знаходитьвся у Феодосійському районі Автономної Республіки Крим, Україна, між Коктебельською та Двоякірною бухтами.
Найвища точка — гора Джан-Куторан (крим. Can Qutoran, «Спасіння Душі») 238 м. Протяжність хребта понад 7 км.
Від осн. орограф. лінії головного пасма Кримських гір простягається на 8 км на Пд. Сх.: від с. Южне до селища Кайгадор (на мисі Кіїк-Атлама). Серед. вис. 150–200 м, макс. – 238 м (г. Джан-Куторан). Між Б.-Я. та паралел. йому хребтом Кучюк-Янишар (до 192 м) лежить Єнишарська долина. Пн. схили Б.-Я. пологі, пд. – круті й кам’янисті, розчлен. ярами та балками, звернені до Чорного м. Утворений юрськими та крейдяними вапняками, туфобрекчіями, конгломератами, глинами з багатьма тектоніч. порушеннями. Рослинність типчаково-ковилового степу, в балках – розріджені чагарникові зарості та залишки пухнастодубового лісу. Флора Б.-Я. налічує 570 видів рослин, серед яких п’ята частина – рідкісні, зокрема 30 видів занесені до Червоної книги України (кучерявка відігнута, мачок жовтий, селітрянка Шобера, півонія тонколиста, шафран Палласа та ін.); 19 видів крим. ендеміків (глід карадазький, еспарцет Палласа, паслін Зеленецького, підсніжник складчастий, румія критмолиста, чебрець Дзевановського та ін.). Район екотуризму.
Схил ідеальний для польотів парапланеристів і особливо спідглайдерів під час північного вітеру (можливі невеликі східні та західні боковики), вершиною проходить туристична стежка. Підйом утруднений через сильну крутість схилу ближче до вершини. Перепад висоти близько 150 метрів. Одне з найулюбленіших місць відомого пейзажиста-художника Айвазовського.